# Monastero di Sant'Angelo alla Ginestra
L'odierna chiesa di Santa Croce, in località La Ginestra a Montevarchi, è tutto quello che rimane del ben più famoso ed importante monastero di Sant'Angelo alla Ginestra le cui vicende politico-religiose segnarono la storia montevarchina, come quella di tutte le altre comunità circostanti, a partire dal VII secolo e fino a tutto il '700.

## Storia
All'atto della sua fondazione la chiesa venne intitolata all'arcangelo San Michele ed essendo stata la prima chiesa in diocesi di Arezzo dedicata al culto di san Michele, si fa risalire la sua costruzione al quinquennio 615-620 ovvero tra l'anno in cui Bonifacio IV, dopo le apparizioni dell'angelo nel Gargano del 495, autorizzò la prima chiesa di San Michele al Circo Massimo e l'anno in cui partì la costruzione della seconda chiesa di San Michele per la diocesi di Arezzo ossia San Michele in località Luco o Chiusure.
La chiesa era in realtà l'oratorio di un monastero detto di Sant'Angelo, ossia San Michele l'angelo per antonomasia, come testimonia anche uno stemma in pietra scolpito su un portone di accesso ai locali attigui alla chiesa, sorto per volontà di un ricco vassallo, tradizionalmente merovingio ma più probabilmente longobardo, di nome Berulfo. 

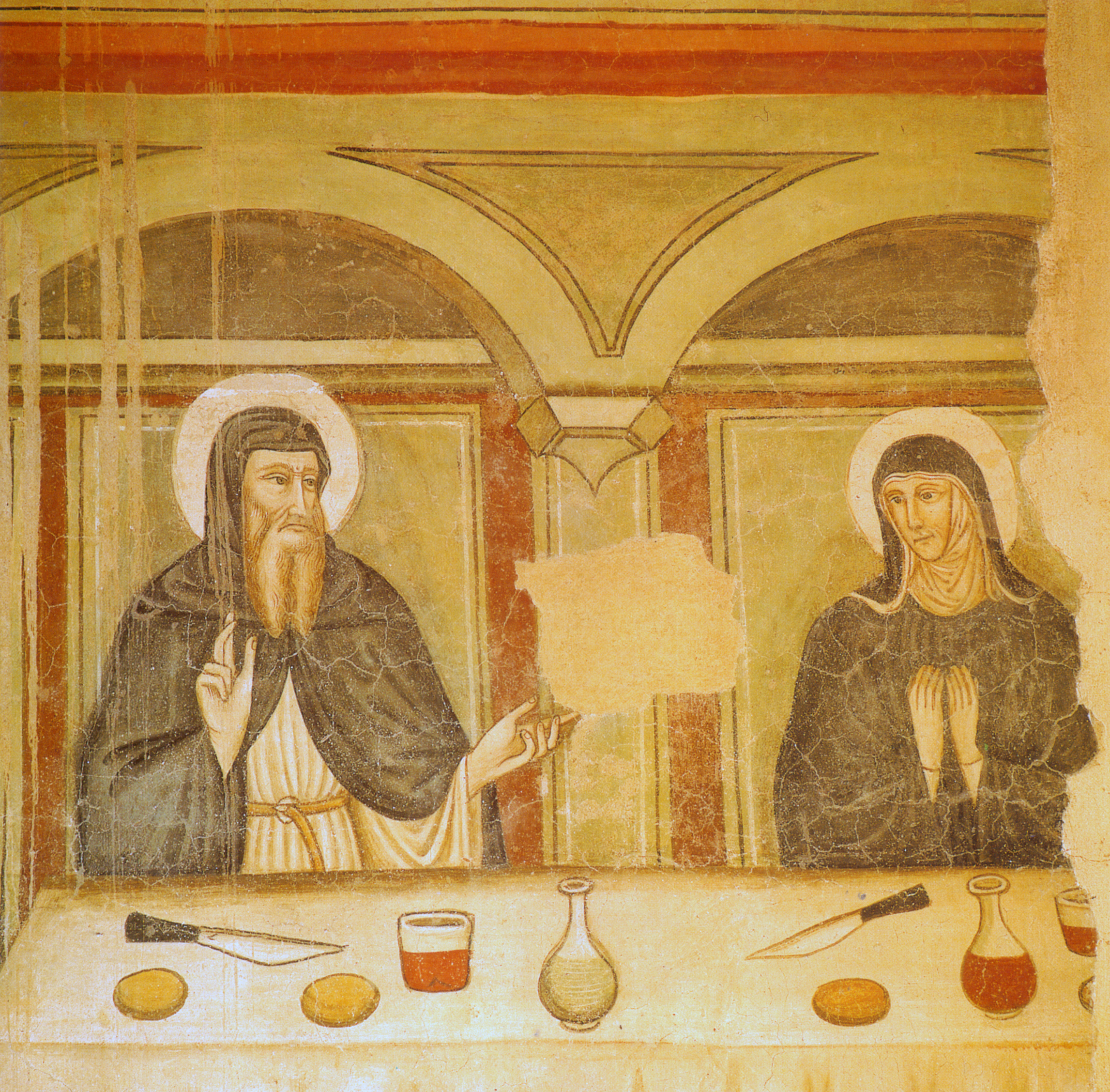
San Domenico e santa Scolastica, affresco dell'antico refettorio della Ginestra

Il monastero subì una prima devastazione nell'849 ad opera dei saraceni ma, per volontà dei vescovi di Arezzo, venne nuovamente riedificato anche se non nell'immediato. Infatti il vescovo Giovanni si trovò subito a fare i conti con una serie di ostacoli burocratici e di spinosi cavilli giuridici. Perché alla morte di Berulfo, vassallo imperiale e titolare dei benefici del monastero, tutti i beni della congrega religiosa erano confluiti in quelli della Corona d'Italia che, in oltre due secoli, non li aveva riassegnati a nessun altro feudatario. Quindi solo l'imperatore aveva potere decisionale su tutto quello che riguardava il monastero, compresa la sua eventuale ricostruzione.

Così Giovanni ospitò ad Arezzo, nel dicembre dell'870, l'imperatore Carlo il Calvo con il quale ebbe modo di mettere a punto i dettagli relativi alla concessione dell'istituto religioso e il 29 settembre 876 da Pavia emanò un diploma col quale assegnava la proprietà del monastero di Sant'Angelo alla cattedrale di San Donato e quindi ai vescovi della città. Giovanni allora fece subito partire i lavori che si conclusero l'anno successivo come lo stesso vescovo ebbe a riferire a papa Giovanni VIII il quale, con una bolla del 13 agosto 877, sanzionò la donazione imperiale e l'avvenuta riapertura del monastero. Salito al trono Carlo il Grosso, Giovanni riuscì a farsi riconfermare con diploma imperiale dell'879 ogni concessione «monasterium etiam Sancti Angeli».

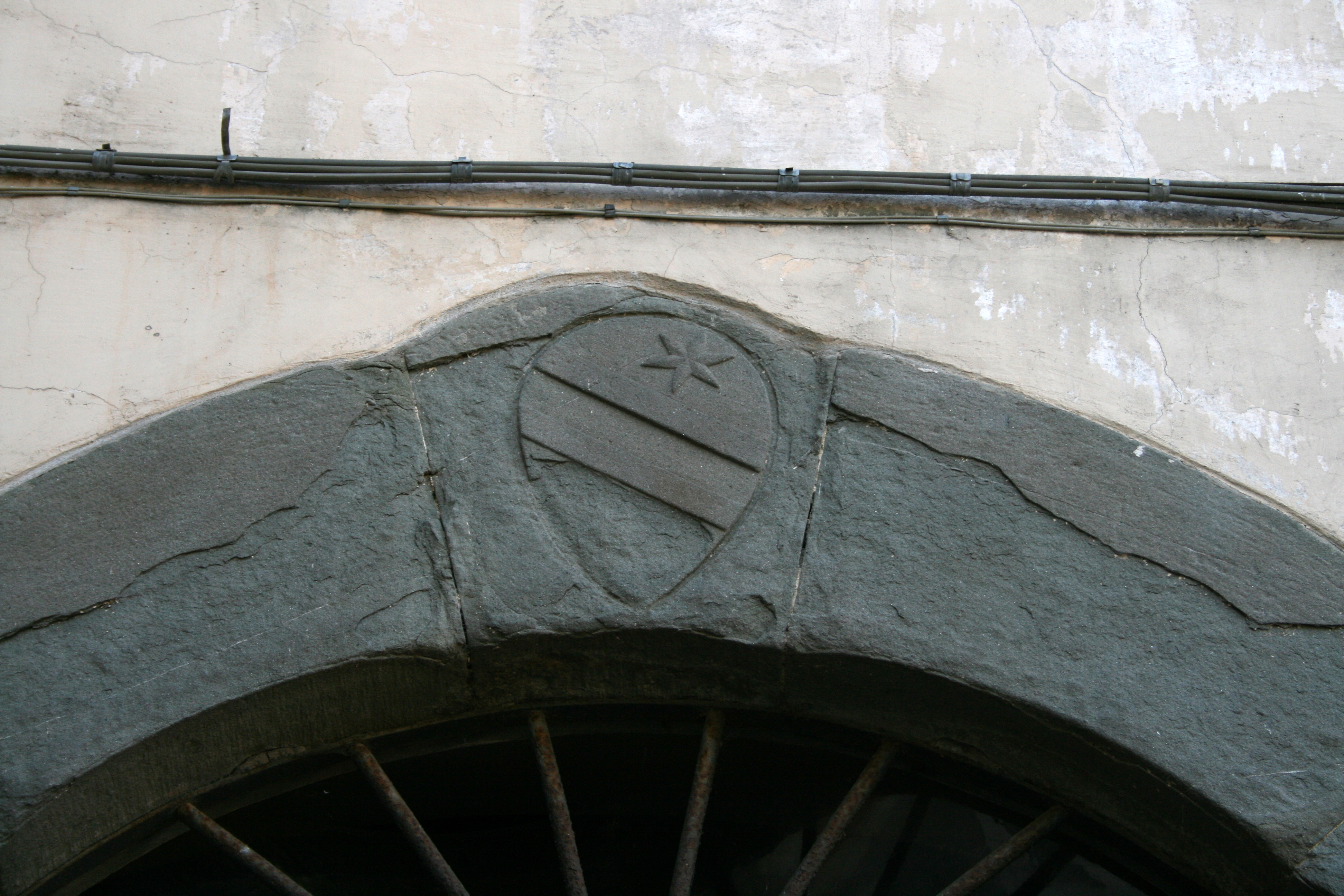
Stemma dell'ordine benedettino su un architrave dell' ex monastero

Un decreto vescovile firmato dal vescovo aretino Elemperto il 12 febbraio 1009, mettendo il monastero sotto al patronato dei canonici della cattedrale, fece in modo di rendere i monaci benedettini anche ospitalieri e quindi il monastero cominciò la sua attività di ospedale per tutti quei pellegrini che passavano nei pressi, per la principale direttrice viaria tra Roma e Firenze. 
Successivamente la chiesa e il suo ospedale vennero chiamati in causa più volte: dal vescovo Adalberto nel 1013 e nel 1015, da Enrico II di Sassonia nel 1021, dal vescovo Tedaldo degli Azzi nel 1028, da Enrico III nel 1047, da papa Stefano IX nel 1057, da papa Alessandro II nel 1064, da Enrico IV nel 1081, da Enrico V nel 1111, dal vescovo Girolamo nel 1147, da papa Anastasio IV nel 1154, da Federico I Barbarossa nel 1163.
Questo perché i vari feudatari di Montevarchi tentarono a più riprese di mettere le mani sui terreni e le rendite del monastero come i Marchesi di Pierle che pretendevano di possederlo in quanto discendenti di un fratello di Elemperto oppure i Conti Guidi che tentarono di appropriarsene varie volte. La diocesi di Arezzo oppose sempre una serrata resistenza agli attacchi dei signorotti locali e sempre riuscì ad averne ragione almeno finché l'imperatore Federico II nel 1247 concesse, oltre ad altre proprietà montevarchine, anche l'Ospedale della Ginestra a Guido Novello e Simone di Poppi dei Conti Guidi che però nel 1254 vendettero tutta Montevarchi, castello e borgo compresi, a Firenze. 
I fiorentini, nuovi padroni della città, rivendicarono diritti anche sul monastero ma gli Ospitalieri benedettini si opposero e portarono la faccenda direttamente nelle mani di papa Martino IV che il 13 giugno 1283, da Orvieto, incaricò con bolla papale l'arciprete di Montepulciano di esaminare la questione relativa alla «Ecclesia Sancti Angeli de Genestra que est ad hospites suscipiendos» e di emettere un verdetto vincolante. La sentenza fu lapidaria: il Comune di Montevarchi, rappresentante di quello di Firenze, non aveva e non doveva avere alcuna giurisdizione sul monastero. 
Con la crisi del pellegrinaggio medievale anche l'ospedale della Ginestra vide ridursi gradualmente la sua importanza fino alla sua quasi inutilità tanto che verso il 1445 la curia aretina decise di chiuderlo e, trasferendo gli Ospitalieri ad altro monastero, di trasformarlo in un monastero femminile prima di monache Camaldolensi e poi Benedettine Nere. Il complesso della Ginestra, completamente ristrutturato e rinnovato, tornò a nuova vita e arrivò ad inglobare i possessi delle parrocchie di Pietravelsa e San Leonardo nel 1553 e quelli della Badia di San Benedetto alla Treggiaia nel 1571.

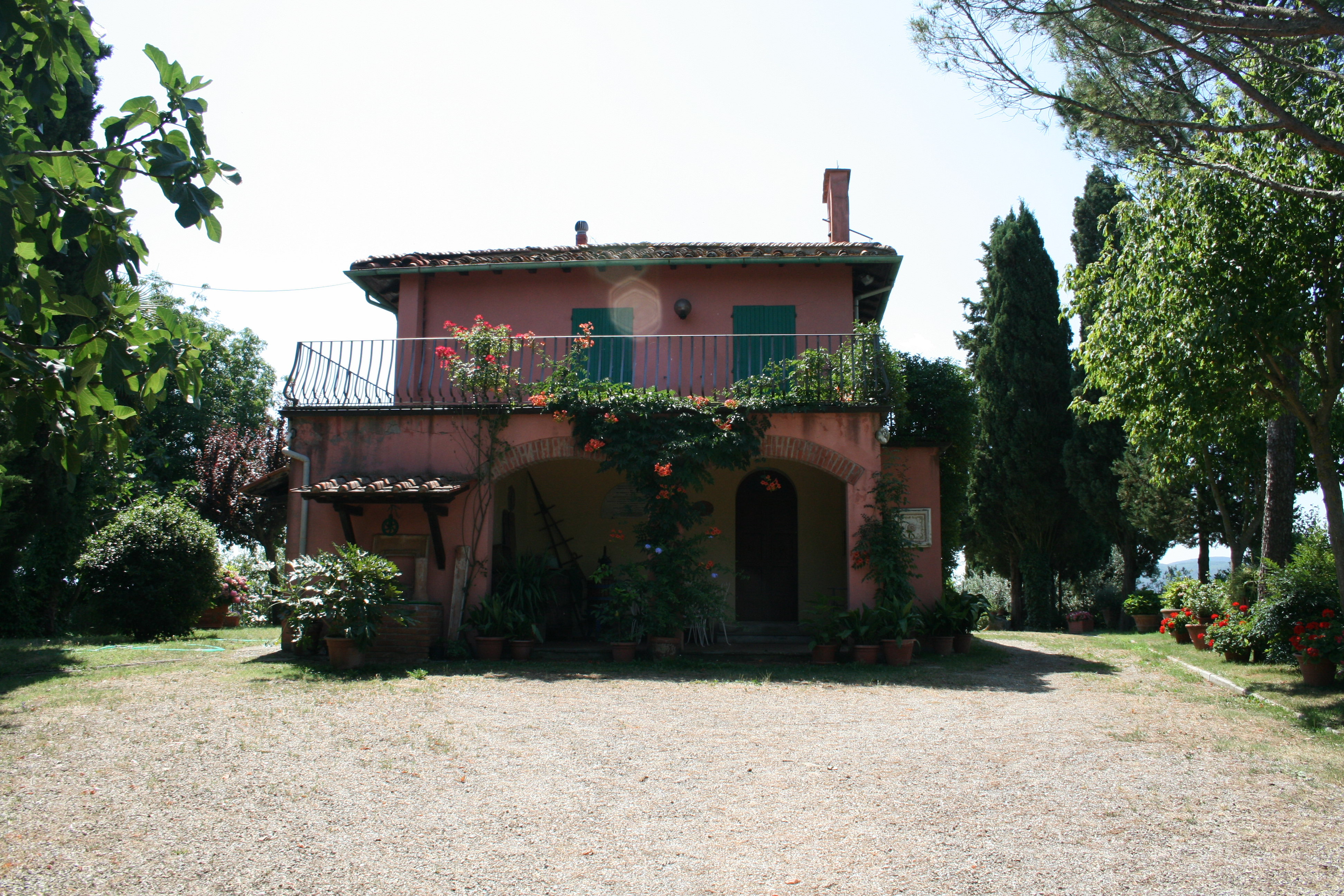
Quel che rimane oggi della chiesa di Santa Croce a Pietraversa

Nonostante questo il monastero della Ginestra non sopravvisse alle soppressioni degli ordini religiosi volute dal granduca Pietro Leopoldo e il 1º giugno 1778 le monache furono costrette ad abbandonare l'edificio e a ricongiungersi alle Benedettine dello Spirito Santo di Arezzo.
Dopo alcuni anni di incertezze sul destino della struttura, rimasta nominalmente di proprietà dell'ordine, il 4 maggio 1793 il vescovo di Arezzo Niccolò Marcacci, temendo l'alienazione del patrimonio fondiario e immobiliare dell'ex monastero da parte delle autorità civili, ordinò il trasferimento, nella chiesa e nei locali dell'antico monastero, della parrocchia di Santa Croce a Pietraversa che, pur cambiando sede, mantenne onori, titoli e preminenze e soprattutto il nome, Santa Croce, che da allora in poi divenne Santa Croce alla Ginestra.

## La campana del 1373
La campana maggiore della chiesa, ancora montata sul piccolo campanile a vela, è nientemeno che la sorella gemella di quella di Palazzo Vecchio a Firenze. L'autore, che ha firmato il manufatto con una breve scritta, rilevata in corona, mista di parole italiane e latine, in lettere gotiche e preceduta da una piccola croce greca ovvero «+ MCCCLXXIIIRIChODILAPOVAFIRESE - ME FECIT», non solo è lo stesso della campana fiorentina ma le ha anche fuse tutt'e due nel 1373.
Infatti da una "Provvigione" dei Priori delle Arti di Firenze, la n. 52, si sa che su richiesta dello stesso fonditore Rico di Lapo, non contento del risultato della prima fusione, in «die XXII mensis may anno Domini Incarnationis MCCCLXXIII» i Priori delle Arti e il Gonfaloniere lo autorizzarono a rifondere la campana e lui, stando al Diario d' un Anonimo fiorentino, il 30 ottobre 1373 colò di nuovo il metallo nello stampo e «a' 17 diciembre 1373 venne la campana in sulla piazza de' Signori» e «ai 20 diciembre 1373 [...] alle 22 ore incominciò a sonare, e sonò nobilmente».